# Jean-Géraud d'Astros
Pour les articles homonymes, voir D'Astros.
Jean-Géraud d'Astros (en gascon : Joan Giraud d'Astròs) est curé et poète écrivant en gascon né en 1594 au hameau de Jandourdis, près de Saint-Clar de Lomagne et mort en 1648. Son nom est parfois orthographié Dastros.

## Œuvre
L'œuvre principale et la plus connue de Joan Giraud d'Astròs est le «Lou Trimfe de la lenguo gascouo» (Triomphe de la langue gasconne) publiée en 1642 par J. Boudo à Toulouse. C'est un recueil de deux œuvres en vers. D'abord le «Trimfe » lui-même, communément appelé « Las sasons » (les saisons) qui est un débat entre les quatre saisons gasconnes (« prima » « estiu », « auton » et « ivèrn ») qui défendent chacune leur cause avant qu'un « arrèst » n'évite habilement de les départager (car le printemps est « la mès bèra », l'été « lo mès òp », l'automne « la mès richa » et l'hiver « lo mès aisat »). Ensuite les « Playdeiats deus elomens » (Plaidoyer des éléments) qui voit cette fois « lo huec », « l'aire », « l'aiga » et « la tèrra » rivaliser d'arguments pour convaincre de sa supériorité un « pastor de Lomanha » qui rend finalement son « arrèst »: « Cadun es mèste en son ostau » (chacun est maître en sa maison). Très influencé par Virgile et Du Bartas, il écrit en octosyllabes dans un gascon puissant et varié.
D'Astròs écrivit également de nombreuses autres œuvres moins connues qui firent l'objet d'une publication complète en 1867-1869 (cf. bibliographie). Il est notamment l'auteur de la première pièce de théâtre en gascon : La Mondina (actuellement disponible aux éditions Per Noste, cf. bibliographie).

## Citations
Que la terra non m[e] fache tròp,

Ja l'èi negada un aute còp.

Que lo huec tròp non m'arrodòle,

Jo m'estoni qu'eth non tremòle,

E non se bremba pas benlèu

Deus destupèris que jo'u hèu.

Mès parle huec, e parle terra,

Me haça l'aire mala guerra,

Jo vòli que lor libertat

Lor haça véser la vertat,

E voi sur eths, l'ora presenta,

Trimfar per rason non per crenta.

« Plaidejat de l'aiga » dans le « Plaidejat deus Elements »
(Que la terre ne me fâche pas trop, car je l'ai noyée il y a quelque temps. Que le feu ne vienne pas me frôler, je m'étonne qu'il ne tremble pas, et ne se souvienne apparemment pas des reproches que je lui ai faits. Mais que feu parle, et que parle terre, que l'air me fasse mauvaise guerre, je veux moi que leur liberté leur fasse voir la vérité, et je veux sur eux, présentement, triompher par la raison et non par la crainte.)
Dans son adresse "Au Legidou Gascoun», au début de son livre, d'Astròs prend vigoureusement la défense de sa langue gasconne face à ceux qui, déjà, en ont honte :
 
«Torna, torna, frair, e demòra;
 
N'ajas honta d'augir ton frair
 
Parlar la lengua de ta mair.»

(Reviens, reviens, frère, et arrête-toi ; n'aie pas honte d'entendre ton frère parler la langue de ta mère.)

## Bibliographie

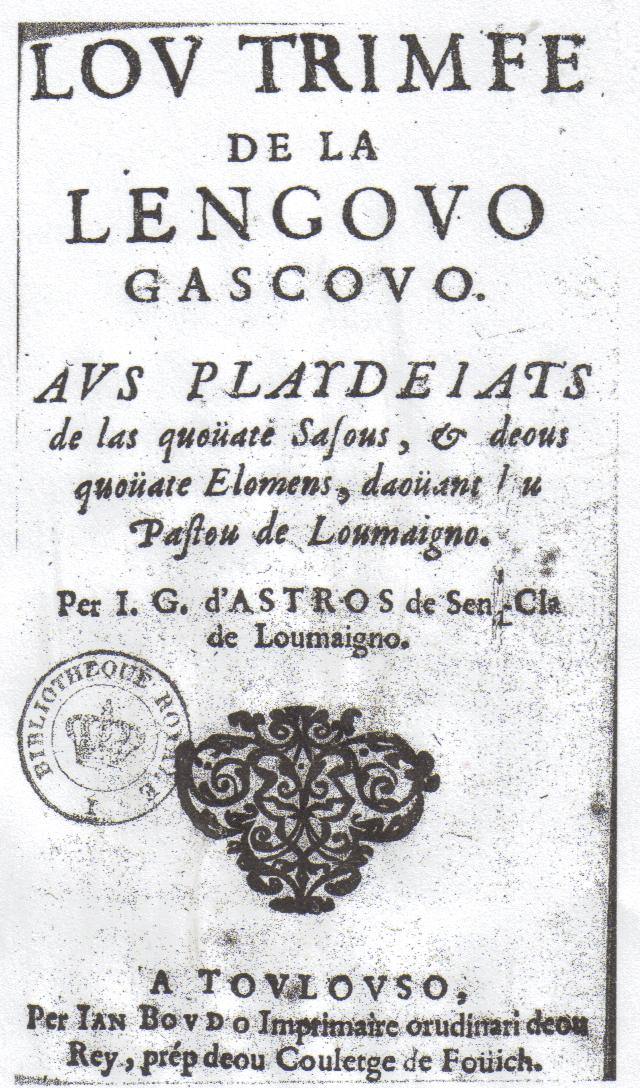

## Postérité
Le nom du poète est donné à la vieille église de Saint-Clar dite « église de Dastros » et au square situé contre l'église et dans lequel est exposé son buste en bronze sur une stèle de pierre. Un autre buste, en pierre, faisant pendant à celui de Prosper-Olivier Lissagaray, est présent au jardin Ortholan à Auch. Œuvre d'Antonin Carlès il est légué par sa veuve en 1922 au musée archéologique et offert à la ville d'Auch par le secrétaire général de la société gersoise Alphonse Branet. À l'occasion de son inauguration le 5 juin 1932 par Fernand Laudet, le chanoine Laffargue prononce à la cathédrale un éloge du poète en gascon. Les quatre cents ans de sa naissance sont commémorés le 19 juin 1994 à Saint-Clar. Xavier Ravier donne à cette occasion une conférence consacrée au poète de la Lomagne : « Dastros et le paysage de la Lomagne : le local et l'universel en débat ».

Ancienne église de Saint-Clar, dite « église de Dastros » et buste de Jean-Géraud d'Astros dans le square du même nom
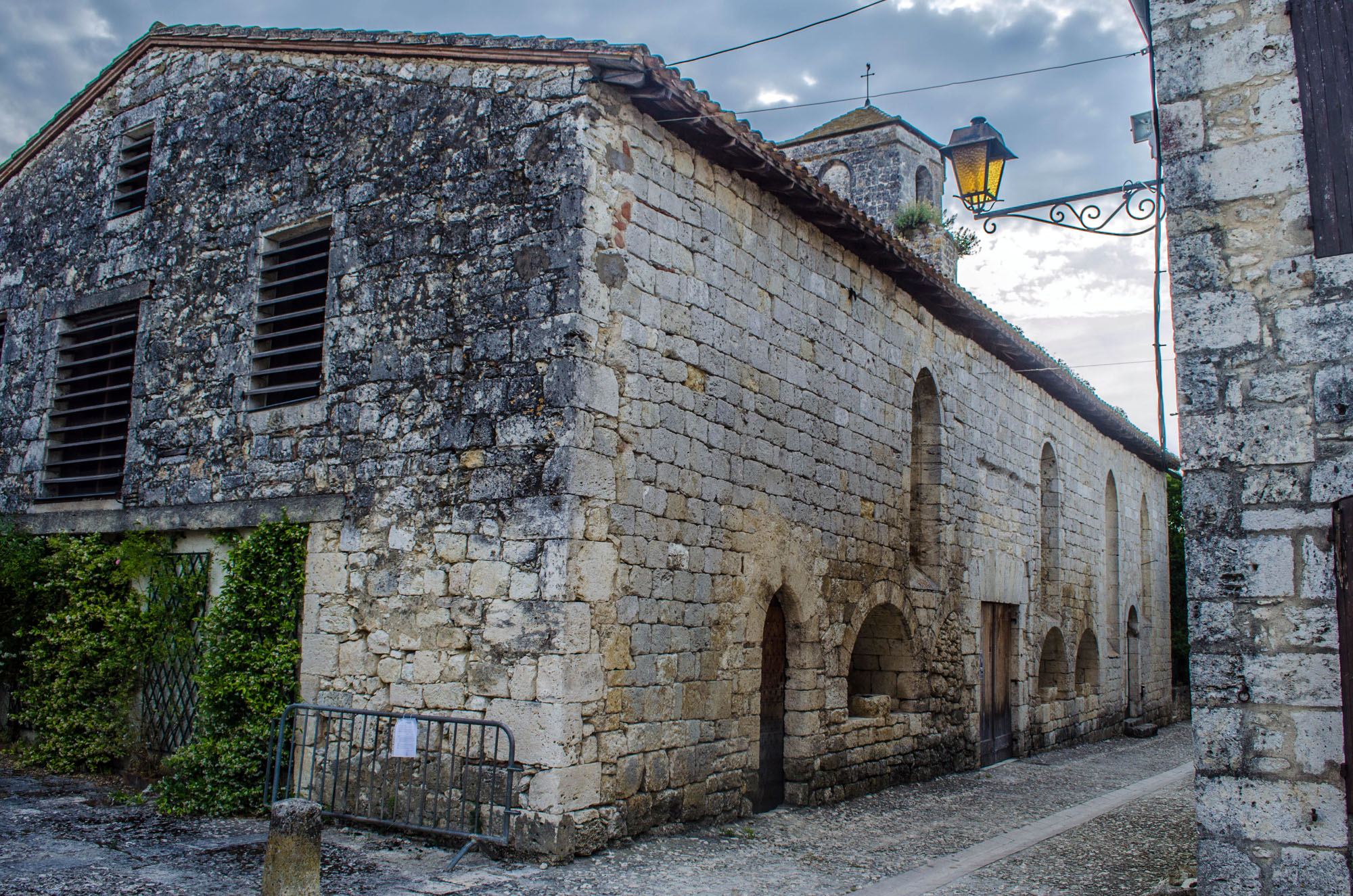
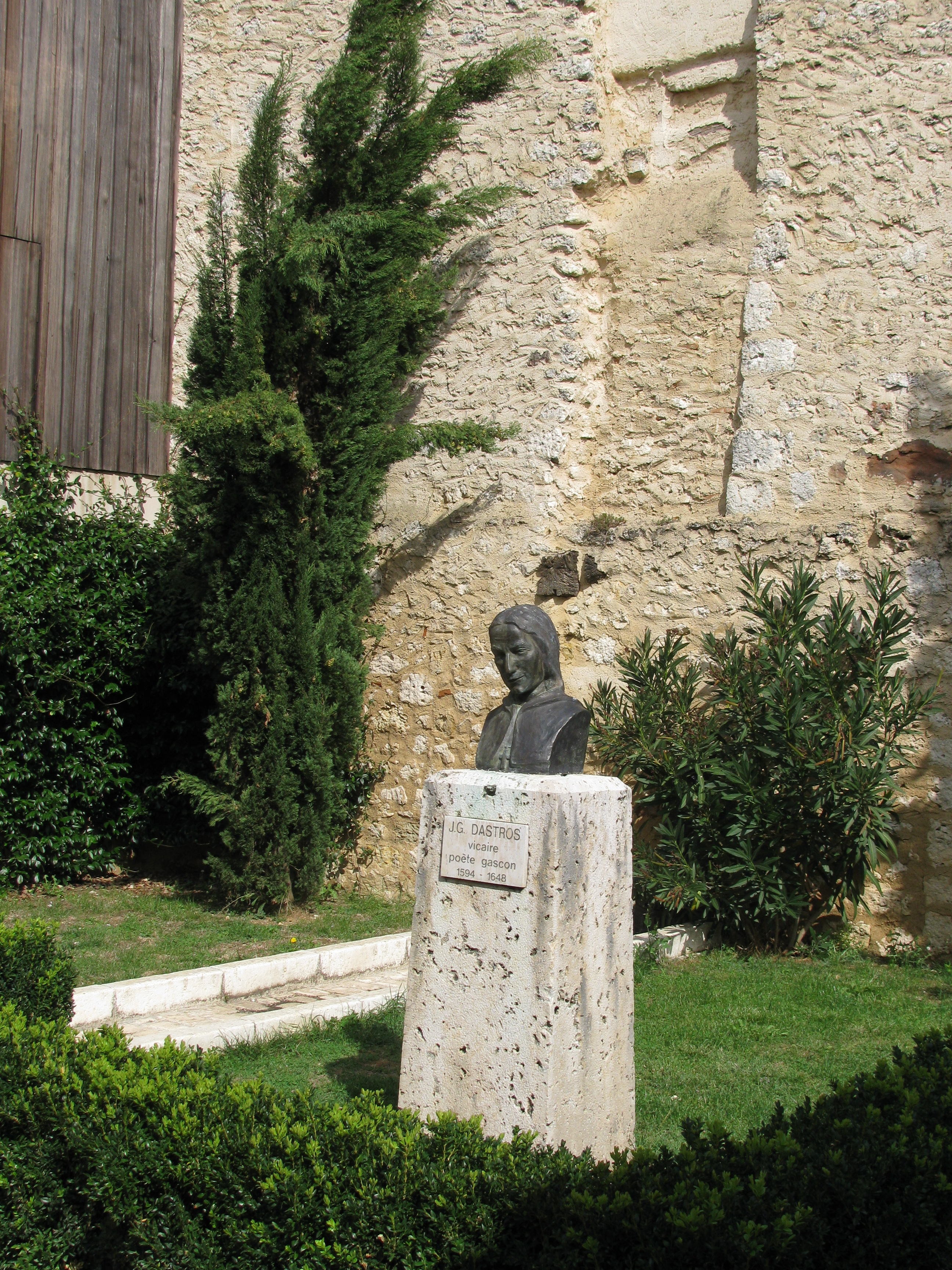
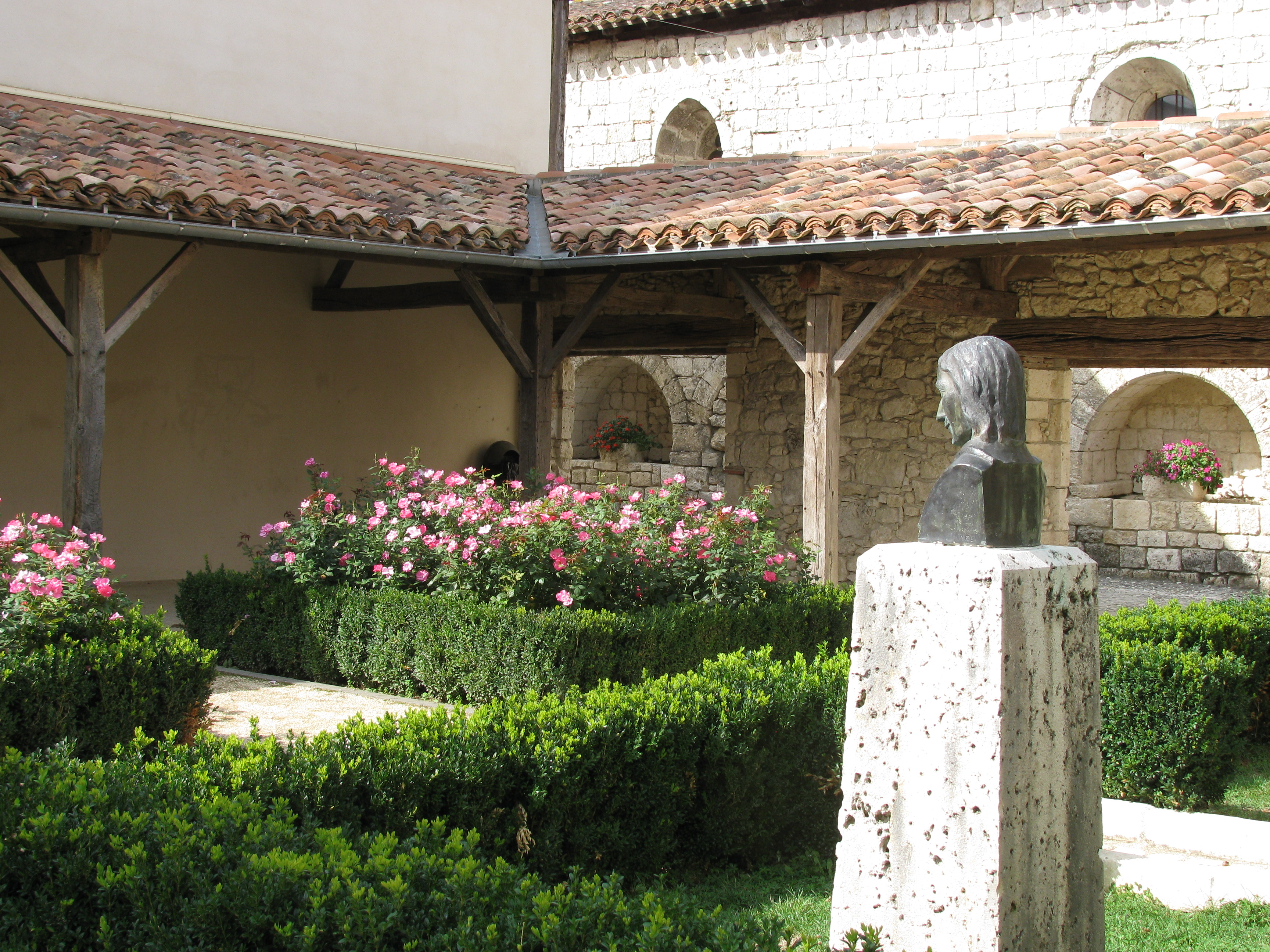
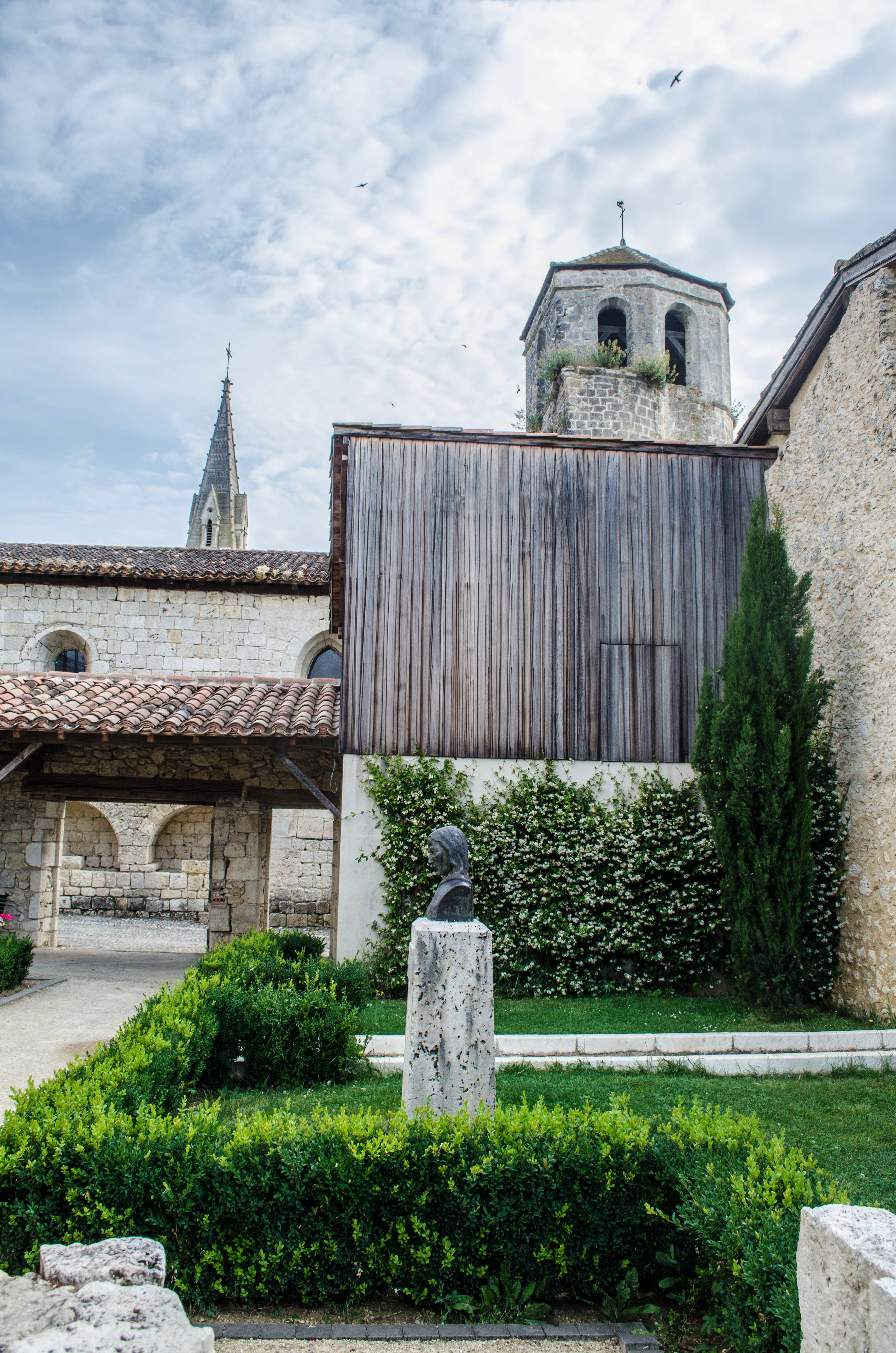
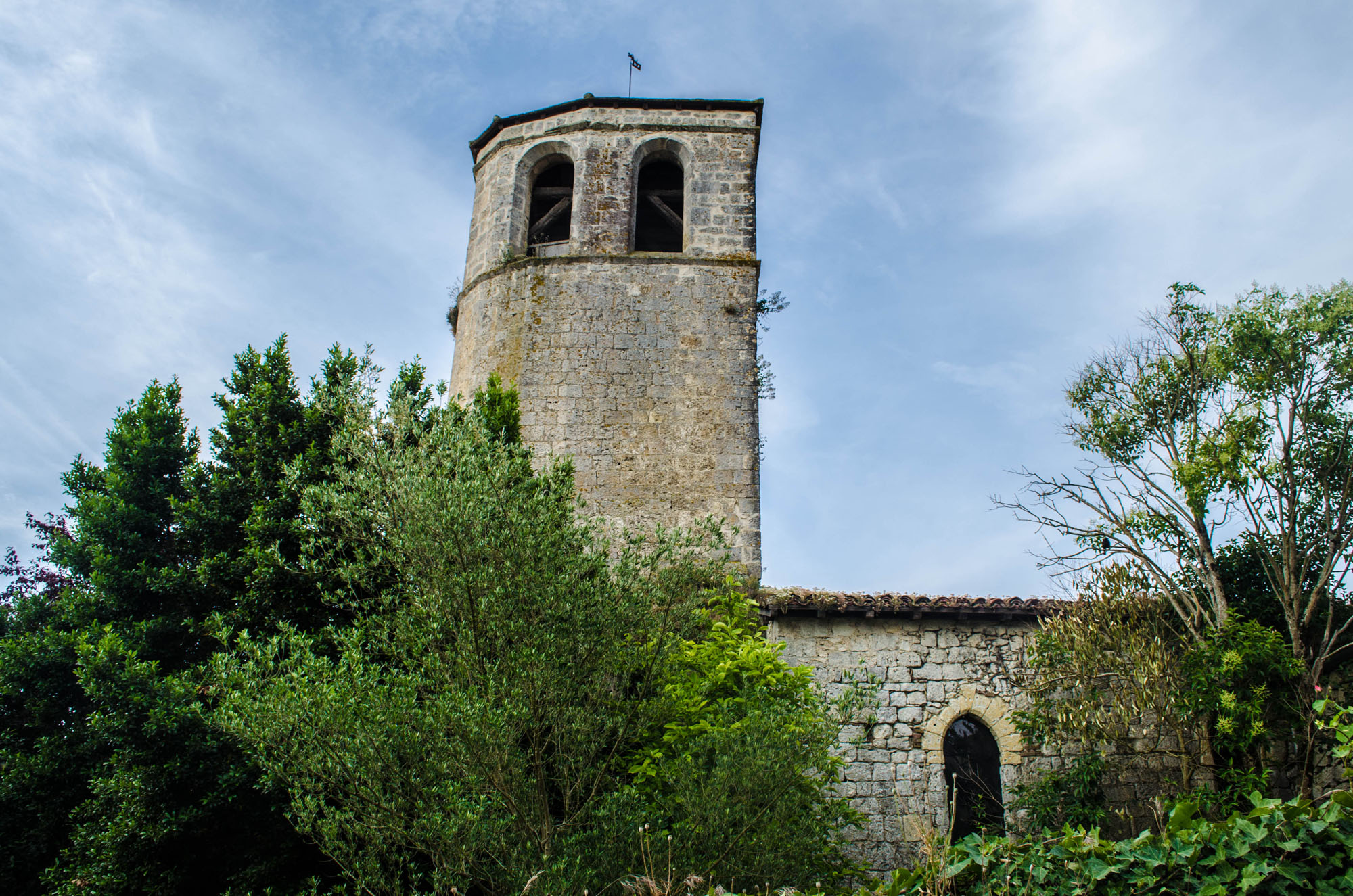

## Pour approfondir